# Altingsvalget 1949
Altingsvalget 1949 blev afholdt på Island mellem den 23. oktober og 24. oktober 1949.
| Sjálfstæðisflokkurinn (Selvstændighedspartiet)                      | 28 546 | 39,5 | 19 | -1 |
| Framsóknarflokkurinn (Fremskridtspartiet)                           | 17 659 | 24,5 | 17 | +4 |
| Sameiningarflokkur alþýðu - Sósíalistaflokkurinn (Socialistpartiet) | 14 077 | 19,5 | 9  | -1 |
| Alþýðuflokkurinn (Socialdemokratisk)                                | 11 937 | 16,5 | 7  | -2 |
| Totalt (Valgdeltagelse 89,0%)                                       | 72 219 | 100  | 52 |    |
| Kilde: Election Resources on the Internet                           |        |      |    |    |

| Valg | Spire Denne valgsartikel er en spire som bør udbygges. Du er velkommen til at hjælpe Wikipedia ved at udvide den. |